# Ampallang

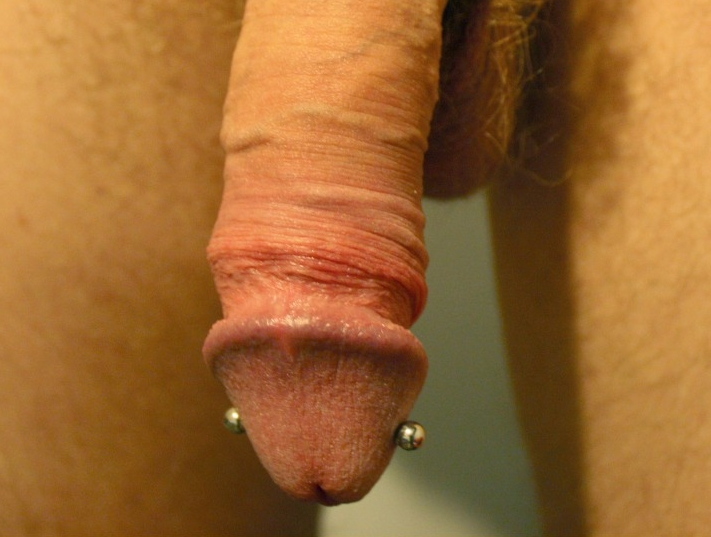
Ejemplo de un ampallang.

Un ampallang es una perforación en los genitales masculinos que penetra horizontalmente a través de la totalidad del glande del pene. Esta perforación puede ser transuretral (atravesando la uretra). Una variante de este piercing es un ampallang en el tronco del pene, que penetra el cuerpo cavernoso horizontalmente, en cualquier punto a lo largo del pene. La variación de este piercing es el apadravya, que penetra el glande verticalmente. La combinación de un ampallang y un apadravya es llamada a veces como magic cross.
Esta es una perforación bastante avanzado, y el procedimiento puede ser extremadamente doloroso. Una completa recuperación usualmente demora entre cuatro y seis meses, pero también puede tardar hasta un año, o más.
Esta perforación, una vez sanado, es comúnmente placentero para el portador, debido a que estimula los tejidos internos del pene.

## Cuidados
Los primeros problemas médicos relacionados con este piercing, son durante la perforación misma y durante el periodo de cicatrización. Dependiendo de la localización del piercing, puede existir una gran pérdida de sangre, tanto durante el procedimiento de colocar la joya, como el periodo inicial de sanación. La medición del largo de la joya, es usualmente hecha por el portador en privado con su pene erecto, mientras que la perforación misma, es hecha en el pene flácido. El largo periodo de sanación, requiere  que el usuario tenga una abstención sexual por un tiempo extenso, que puede ser entre seis semanas y seis meses.
Es posible que este piercing lesione o dañe los dientes y el paladar a quien le practique sexo oral.
Si este piercing es transuretral, puede desviar el flujo de la orina, obligando al portador a sentarse o tomar otras medidas durante la micción. El piercing dejará una fístula, que puede permanecer incluso si se retira la joya y se permite que el tejido sane.

## Historia y cultura

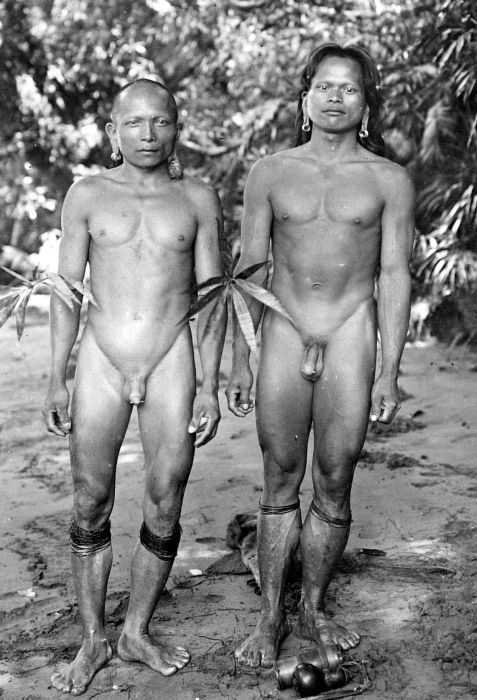
Dos hombres Dayak Kenyah, usando un ampallang en sus penes. Foto perteneciente a la colección de KITLV.

Este pirsin es anterior al contacto entre los europeos y las tribus en (entre otras) las Filipinas y Borneo (Etnia dayak). En algunas culturas, tener un ampallang puede ser un prerrequisito para el matrimonio. Según lo declarado por Thomas Cavendish, esta práctica en las Filipinas fue inventada por las mujeres, para prevenir la sodomía (La versión filipina incluía un aguijón).
En la sociedad contemporánea, se ha vuelto popular junto con otros piercing en los genitales, utilizados dentro de la comunidad BDSM gay, previo del establecimiento de la industria de las modificaciones corporales, a finales de la década de 1980 y principios de la década de 1990. Debido a su legítimo origen primitivo, este piercing está íntimamente relacionado con el movimiento primitivo moderno.
De acuerdo a una leyenda urbana, debido a que este piercing penetra el cuerpo cavernoso, el portador puede morir por desangramiento. Esto no es verdad, aunque este piercing si debe penetrar el cuerpo cavernosos, y si puede sangrar más intensamente que otras perforaciones, tanto inicialmente como durante el primer periodo de sanación, el portador no se desangra hasta morir.